# Allopatrische soortvorming

De vier vormen van soortvorming: Allopatrische soortvorming, peripatrische soortvorming, parapatrische soortvorming en sympatrische soortvorming.

Allopatrische soortvorming is soortvorming waarbij dochtersoorten ontstaan uit een vooroudersoort bij een duidelijk aanwijsbare ruimtelijke scheiding  tussen de dochterpopulaties en de oudersoort die wordt veroorzaakt door geologische verschijnselen of migratie. Door die scheiding kunnen de dochterpopulaties zich op den duur ontwikkelen tot aparte soorten. De dochtersoorten ontstaan dus in een ander (allos) gebied of 'vaderland' ([terra] patris). Dit in tegenstelling tot sympatrische soortvorming waarbij de soorten ontstaan zonder ruimtelijke scheiding.
De Wet van Hardy-Weinberg voorspelt dat in een oneindig grote populatie de frequentie van allelen stabiel zal blijven. Omgekeerd zal in een kleine populatie de frequentie van allelen snel kunnen veranderen.

## Genetische drift
Een kleine afgescheiden populatie zal niet alle genetische variatie bevatten die de hoofdpopulatie heeft. Hierdoor zullen na enkele generaties al verschillen optreden tussen de oorspronkelijke en de afgescheiden populatie. Nieuwe mutaties kunnen zich door toeval in een kleine populatie sneller en beter verspreiden dan in een grote populatie. Daarnaast kan de afgescheiden populatie onder een andere selectiedruk staan dan de oorspronkelijke populatie, waardoor natuurlijke selectie andere varianten zal bevoordelen.